# Пукхансан (национальный парк)
Национальный парк Пукхансан (кор. 북한산국립공원) — национальный парк в северо-западной части Сеула и в провинции Кёнгидо Республики Корея. Статус национального парка присвоен 2 апреля 1983 года. Его территория расположена на горном хребте Пукхансан. В нём насчитывается свыше 2494 видов животных, растений и грибов. Общая площадь парка — 79,916 км².

## Описание
Находясь в северо-западной части Сеула, Пукхансан является одним из немногих национальных парков мира, которые расположены в черте города.
Парк полностью окружён урбанизированной территорией столицы и пригородов, его называют лёгкими города. Он очень популярен у жителей 20-миллионной агломерации и у туристов. Его ежегодно посещает более 5 миллионов человек, из-за чего он был внесён в Книгу рекордов Гиннесса как национальный парк с самым большим количеством посетителей на единицу площади территории. Однако столь большое количество посетителей пагубно сказывается на экосистеме парка.
Парк расположен на горном хребте Пукхансан, и на его территории находится три горные вершины высотой около 800 метров: Бэгундэ (836,5 м), Инсубонг (810,5 м) и Мангёндэ (799 м). Природные достопримечательности парка включают многочисленные водопады, видовые площадки; на территории парка расположены историко-культурные памятники — более ста буддистских храмов и крепостная стена Пукхансансон длиной 9,5 км, возраст которой насчитывает почти две тысячи лет. Здесь также проложено более десяти оборудованных и обозначенных исторических, образовательных и спортивных маршрутов различной сложности протяженностью от 2,5 до 8,6 км.

## Растительный и животный мир
Согласно данным Службы национальных парков Кореи, на территории парка насчитывается 692 вида растений, 21 вид млекопитающих, 12 видов амфибий, 11 видов рептилий, 136 видов птиц, 1106 видов насекомых, 196 видов донных беспозвоночных, 6 видов рыб, а также 314 видов высших грибов.
Среди растений Службой национальных парков Кореи особо выделяется форсайтия скальная (Forsythia saxatilis). Этот вид растения семейства маслиновые впервые был обнаружен на территории горного хребта Пукхансан. В настоящее время из-за сокращения естественной среды обитания считается редким.
Среди птиц Службой особо выделяется большой пёстрый дятел (Dendrocopos major).